# Marian Tomicki

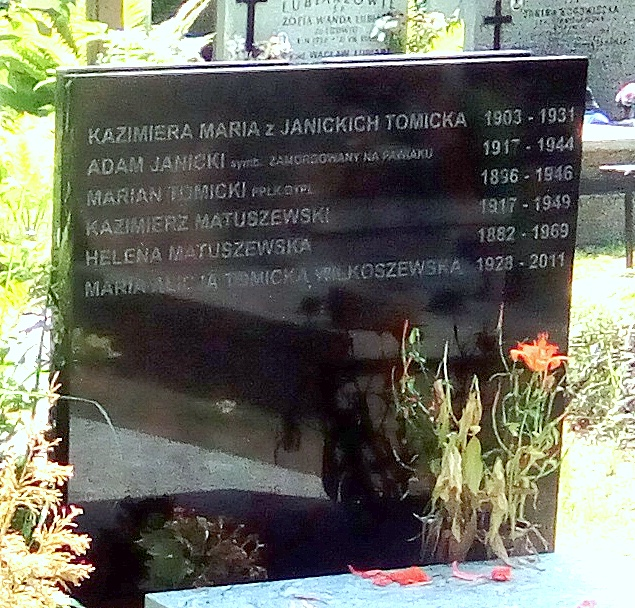
Nagrobek Mariana Tomickiego

Marian Konstanty Karol Tomicki (ur. 8 grudnia 1896 w Ociece, zm. 4 marca 1946 w Gdańsku) – podpułkownik dyplomowany piechoty Wojska Polskiego.

## Życiorys
Urodził się 8 grudnia 1896 w Ociece. Był uczniem Gimnazjum II w Rzeszowie, maturę zdał w roku szkolnym 1914/1915 w Gimnazjum Wyższym w Wadowicach. 
21 sierpnia 1914 wstąpił do Legionów Polskich . Służył jako kapral w 3. kompanii VI baonu 1 Pułku Piechoty . W listopadzie 1915 został ranny na froncie wołyńskim. 29 maja 1917 był odnotowany w 5. kompanii II baonu 1 pp . 
9 grudnia 1919 został formalnie przyjęty do Wojska Polskiego z byłych Legionów, z zatwierdzeniem posiadanego stopnia podporucznika z dniem 1 grudnia 1919 i przydziałem do 17 Pułku Piechoty. Awansowany na stopień kapitana piechoty ze starszeństwem z dniem 1 czerwca 1919. Był oficerem 17 pp w Rzeszowie. Następnie został awansowany na stopień majora piechoty ze starszeństwem z dniem 1 stycznia 1928. Pozostając żołnierzem tej jednostki w 1928 służył w Dowództwie Okręgu Korpusu Nr I w Warszawie. Z dniem 5 stycznia został powołany do Wyższej Szkoły Wojennej w Warszawie, w charakterze słuchacza Kursu 1930/1932. Z dniem 1 listopada 1932, po ukończeniu kursu i otrzymaniu dyplomu naukowego oficera dyplomowanego, został przeniesiony do 36 Pułku Piechoty Legii Akademickiej w Warszawie na stanowisko dowódcy batalionu. W czerwcu 1934 został przeniesiony do 16 Pomorskiej Dywizji Piechoty w Grudziądzu na stanowisko szefa sztabu. Na stopień podpułkownika został mianowany ze starszeństwem z 1 stycznia 1936 i 24. lokatą w korpusie oficerów piechoty. Latem 1936 został przeniesiony do Oddziału IV Sztabu Głównego na stanowisko kierownika referatu etapowego. Wiosną 1938 zachorował na gruźlicę i praktycznie nie wykonywał obowiązków służbowych. W czasie kampanii wrześniowej 1939 pełnił służbę w Oddziale IV Sztabu Naczelnego Wodza na stanowisku referenta w Wydziale Etapowym. Razem z personelem Oddziału IV Sztabu NW został ewakuowany do Rumunii.
Był żonaty z Kazimierą Marią z Janickich (1903–1931), miał córkę Marię Alicję po mężu Wilkoszewską (1928–2011).
Zmarł 4 marca 1946 w Gdańsku. Został pochowany w grobowcu rodzinnym na Cmentarzu Wojskowym na Powązkach w Warszawie (kwatera A 8-7-13).

## Ordery i odznaczenia
- Krzyż Niepodległości (2 sierpnia 1931)[22]
- Krzyż Kawalerski Orderu Odrodzenia Polski (1938)[23]
- Krzyż Walecznych (czterokrotnie)[24]
- Srebrny Krzyż Zasługi (3 sierpnia 1928)[25][24]
- Medal Pamiątkowy za Wojnę 1918–1921[20]
- Medal Dziesięciolecia Odzyskanej Niepodległości[20]
- Krzyż Komandorski Orderu Leopolda II (Belgia)[20]